# Sågtjärnarna (Nås socken, Dalarna)
Sågtjärnarna är en sjö i Vansbro kommun i Dalarna och ingår i Dalälvens huvudavrinningsområde.